# Saab 32 Lansen
Сааб 32 «Лансен» (швед. Saab 32 Lansen, lansen — копьё) — шведский истребитель и штурмовик. Разработан компанией СААБ. Совершил первый полёт 3 ноября 1952 года. Серийно производился в 1953—1959 годах (построено 449 самолётов), состоял на вооружении с 1955 года, единичные экземпляры использовались до 1997 года. Стал первым самолётом ВВС Швеции, превысившим скорость звука (25 октября 1953 года).

## Модификации

### A 32A
Штурмовик, способный к нанесению ударов по наземным и морским целям. Заменил в этом качестве Saab B 18.
С 1955 по 1958 год 287 самолётов этой модификации были переданы ВВС Швеции, где они оставались в строю до 1978 года. Серийные номера: 32001 — 32287.

### S 32C
Самолёт-разведчик. Первоначально планировался для замены Saab S 18 в качестве морского патрульного самолёта, но использовался и в качестве фоторазведчика.
ВВС Швеции заказали 44 самолёта этой модификации, которые были поставлены в 1958 — 1959 годах и использовались до 1978 года. Серийные номера: 32901 — 32945.

### J 32B
Всепогодный истребитель. В основном использовался ночью и при плохих погодных условиях, так как другие истребители, состоявшие тогда на вооружении ВВС Швеции, были не пригодны для этой цели.
ВВС Швеции заказали 120 самолётов этой модификации, но только 118 были переданы ВВС между 1958 — 1960 годами. J 32B перестал использоваться в качестве ночного истребителя в 1973 году, но несколько самолётов продолжали использоваться в других целях. Три самолёта J 32B были приписаны к эскадрилье агрессоров и РЭБ ВВС Швеции и использовались в качестве учебных. Серийные номера: 32501 — 32620.

### J 32D
Буксировщик мишеней. Начиная с 1972 года шесть J 32B были переоборудованы под буксировщики мишеней. Самолёты этой модификации были сняты с вооружения в 1997 году.

### J 32E
Самолёт радиоэлектронной борьбы (РЭБ) и обучения. 15 самолётов J 32B были модифицированы для этих целей начиная с 1972 года. Сняты с вооружения в 1997 году.

## Состоял на вооружении
Швеция
ВВС Швеции

## Тактико-технические характеристики
Приведённые данные соответствуют модификации J-32B

### Технические характеристики
- Экипаж: 2 человека
- Длина: 14,94 м
- Размах крыла: 13,0 м
- Высота: 4,65 м
- Площадь крыла: 37,4 м²
- Масса пустого: 7 500 кг
- Масса максимальная взлётная: 13 500 кг
- Двигатель: Свенска Флюгмотор RM6A (1×47,0/65,3 кН)

### Лётные характеристики
- Максимальная скорость на высоте 11 000 м: 990 км/ч
- Дальность полёта: 2000 км
- Практический потолок: 15 000 м
- Скороподъёмность: 100 м/с (6000 м/мин)

### Вооружение
- Пушки: 4×30 мм
- 4 УР «воздух—воздух» Rb.24
- 3 противокорабельные УР Rb.04C